# Demore Barnes
Demore Barnes (Toronto, 16 november 1976) is een Canadees acteur.

## Biografie
Barnes werd geboren in Toronto waar hij de highschool doorliep aan de Sir Oliver Mowat High School. Barnes verhuisde in 2003 naar Los Angeles voor zijn acteercarrière.
Barnes begon in 1998 met acteren in de film White Lies, waarna hij nog meerdere rollen speelde in films en televisieseries. Hij is bekend van zijn rol als Hector Williams in de televisieserie The Unit (2006-2009), en van zijn rol als Whitley in de televisieserie 12 Monkeys (2015-2017).

## Filmografie

### Films
Uitgezonderd korte films. 
- 2016 Jean of the Joneses - als Michael Harrison
- 2012 The Barrens - als deputy ranger
- 2011 Awakening - als Simon
- 2003 Jasper, Texas - als Ricky Horn
- 2002 Second String - als ober
- 2002 Untitled Secret Service Project - als Chuck Wynant
- 2000 Steal This Movie - als studentenleider
- 1999 If You Believe - als Mark
- 1998 White Lies - als activist

### Televisieseries
Uitgezonderd eenmalige gastoptredens. 
- 2017 American Gods - als mr. Ibis - 4 afl.
- 2015-2017 12 Monkeys - als Whitley - 22 afl.
- 2015-2016 The Flash - als Henry Hewitt - 3 afl.
- 2013-2015 Hemlock Grove - als Michael Chasseur - 11 afl.
- 2015 Defiance - als Dos - 3 afl.
- 2015 Open Heart - als dr. Dominic Karamichaelidis - 12 afl.
- 2013 Hannibal - als Tobias Budge - 2 afl.
- 2012 XIII: The Series - als Martin Reynolds - 9 afl.
- 2009-2011 Supernatural - als Raphael - 3 afl.
- 2006-2009 The Unit - als Hector Williams - 45 afl.
- 2001-2002 The Associates - als Benjamin Hardaway - 30 afl.

- Library of Congress Control Number: no2008055906
- Virtual International Authority File: 51497125
- WorldCat: E39PBJtmrq4VXgmcFdVcmr7JXd